# La Huahua
La Huahua är en ort i Mexiko.   Den ligger i kommunen San Bartolo Tutotepec och delstaten Hidalgo, i den sydöstra delen av landet, 150 km nordost om huvudstaden Mexico City. La Huahua ligger 1 397 meter över havet och antalet invånare är 164.
Terrängen runt La Huahua är bergig åt nordost, men åt sydväst är den kuperad. Runt La Huahua är det ganska tätbefolkat, med 149 invånare per kvadratkilometer. Närmaste större samhälle är Huehuetla, 13,8 km öster om La Huahua. Omgivningarna runt La Huahua är en mosaik av jordbruksmark och naturlig växtlighet.